# Самовицьке поселення
Самови́цьке поселення — археологічна пам'ятка, яка розташована на острові Самовиця (Мурашки) та поблизу нього і на сьогодні є затопленою водами Кременчуцького водосховища 1956-1961 років. Названа через близьке розташування поблизу колишнього села Самовиця, також затопленого водами водосховища. Поселення відносять до епохи пізньої бронзи.

## Дослідження
Дослідження поселення проводились у 1994-1996 роках працівниками Черкаської археологічної інспекції під керівництвом Дмитра Куштана під час сезонного спуску води поблизу острова Самовиця (Мурашки). Був зібраний археологічний матеріал — кераміка та вироби з каменю, кременю і бронзи.

## Артефакти
Усі артефакти за культурною приналежність поділять на 3 групи:
- бондарихинська культура
- білогрудівська культура
- білозерська культура

За кількістю матеріалу переважають артефакти бондарихинської групи, а саме кераміка. Вона тонкостінна, недостатньо випалена, поверхня вкрита гребінчастими розчесами. Орнаменти у вигляді нанесених паличкою наколів різної форми, які вкривають верхню частину посудини. Вінця прикрашені косими насічками. Серед інших орнаментацій вирізняються відтиски гребінчастого штампу і «перлини». За усіма ознаками кераміка відноситься до малобудківського типу.
Кераміка білогрудівської групи представлена фрагментами тюльпаноподібних горщиків, прикрашених на плічках виразним валиком. У тісті крім піску зустрічаються домішки товченого кварцу, поверхня загладжена. Орнаментація — у вигляді відтисків гребінки і зустрічається на столовій тонкостінній кераміці.
Білозерська група представлена керамічними фрагментами посуду з опуклим туловом, орнаментовані на плічках наліпним валиком з «вусами», прикрашеними косими насічками. Поверхня має сліди загладжування гребінкою. Сюди слід також віднести фрагменти жаровні, орнаментованої по бортику косими насічками. Можливо білозірським є й фрагмент посуду, орнаментованого по плічку насічками у вигляді горизонтальної «ялинки», а також розвал горщика, прикрашений наліпним валиком з косими насічками і рядом наколів зсередини.
З керамічних виробів знайдено також 2 прясельця — конічної та дископодібної форми. Також у поселенні були знайдені кам'яні знаряддя — гранітна мотика краплевидної форми, округла робоча частина якої з однієї сторони має зашліфовану від роботи поверхню. Знаряддя з кременю представлені 2 грубо обробленними скребками і вкладишем для серпа сегментоподібної форми. Вкладиш ретельно оброблений поверхневими сколами, а його краї — двосторонньою ретушшю. Пряме лезо вкладиша відполіроване внаслідок використання.
Бронзові артефакти представлені знаряддями праці, до складу яких входять 2 цілих шила і один уламок. Вони мають форму витягнутого ромба та прямокутні в перетині. Знайдено також мініатюрне трикутне долото з черешком, прямокутне в перетині, дволезовий ніж листоподібної форми з язичковидним черенком, по середині від основи леза з обох боків проковані два паралельних жолобки. Серед прикрас — це фрагмент сережки з тонкого круглого дроту, коротка шпилька з розклепаною і закрученою головкою, уламок браслета з товстого круглого дроту та уламок витого браслета з прямокутного в перетині дроту.